# Csoór István
Csoór István (Szeghalom, 1910. október 10. – Gyula, 1990. április 22.) magyar író, helytörténész.

## Élete
Kitanulta a lakatos mesterséget, majd 1932-ig katonai szolgálatot teljesített. 1933-tól 1948-ig irodatiszt volt Szeghalmon a Sebes-Körös Vízszabályozó és Ármentesítőnél.

Első írásait Móricz Zsigmond közölte a Kelet Népe című folyóiratban. 1943-ban két regényének példányai elpusztultak egy légitámadás során. 1948-ban Gyulára költözött, a Vízügyi Igazgatóságon dolgozott. 1951-től mint rendőrhatósági felügyelet alá helyezett napszámos, jószágösszeíró, vagonkirakó alkalmi munkás. 1953-tól vállalhatott újra munkát a Vízügyi Igazgatóságnál; abban az évben kiadták elbeszélés- és kisregénykötetét is. A vállalatnál geodéta, vízügyi technikus volt nyugdíjazásáig (1968). Munka közben szerzett biztonságtechnikai oklevelet.

## Családja
Házasságából három gyermek született: Katalin (1935), Gáspár (1936), István (1943).
Fia, Csoór Gáspár 1955-től 1958-ig a Magyar Képzőművészeti Egyetem hallgatója volt, ezután felvételizett a színművészeti főiskolára, filmrendező szeretett volna lenni.

Herskó János Párbeszéd (1963) című filmjének híres Ha volna valaki kezdetű daláról így ír a Filmtörténet:
Gara György, az előadó a semmiből érkezve, majd a további ismeretlenségbe távozva ragadja magával érzéseinket. Csoór Gáspár által írt dalnak nincs különösebb szerepe a filmben, hacsak az nem, hogy kifejezzen egy hangulatot, megüssön egy továbbzengő hangot.

## Művei
- Örök malom (r., Bp., 193?)
- Havas udvar (r., Bp., 1944?)
- Galagonyagally (elb., kisr., Szeged, 1953, 1963)
- Hegy és göröngy (r., Bp., 1970)
- Fiatal nő áll a fejfa előtt [Elbeszélés]  (1973 1. szám Új Aurora repertóriuma 73-85.)
- Fák, virágok, füvek. A gyulai kertészeti és városgazdálkodási vállalat története (Gyula, 1976)
- Tollaslabda… Elbeszélés (1978 Új Aurora repertóriuma 51 57.)
- A hangok messzire szállnak (novella, Békéscsaba, 1979)
- Adalékok a gyulai munkásmozgalom történetéhez 1891-1944 (többekkel, Gyula, 1979)
- Gyula város társadalma és munkásmozgalma 1919–1944 (többekkel, Gyula, 1982)
- A nap sohasem alszik (kisr., Szeghalom, 1985)
- Két forradalom fényei (többekkel, Gyula. 1987)